# Rolf Andersson (konstnär, född 1931)
Rolf Andersson, född 1931 i Göteborg, är en svensk konstnär och färgtekniker.
Andersson har i botten en färgteknisk utbildning och studerade konst för några etablerade konstnärer samt under studieresor till bland annat Frankrike, Österrike, Tyskland och Beneluxländerna. Han har medverkat i ett stort antal samlingsutställningar och ställt ut separat i Göteborg, Uddevalla, Västerås och Karlskrona. Hans konst består av naturupplevelser med en dragning mot impressionismen. Andersson är representerad vid ett flertal institutioner i Sverige.